# Frédéric Herpoel
Frédéric Herpoel (* 16. August 1974 in Brüssel) ist ein ehemaliger belgischer Fußballtorwart und später Fußballtrainer.

## Karriere

### Verein
Mit 7 Jahren begann er für den SC Havré zu spielen und wechselte dann 1988 zum RSC Anderlecht, wo er im Jugendteam spielte. Zwischen 1993 (seiner Ankunft in der Seniorenmannschaft) und 1997 bestritt Herpoel gerade mal vier Spiele in der Ersten Division für die Brüsseler Mannschaft. Anschließend wurde er von KAA Gent verpflichtet, wo er sich als Stammtorhüter durchsetzen konnte. In Gent blieb er zehn Jahre. Zu einem richtigen Titel reichte es allerdings nie. Einziger Erfolg war der Gewinn des UEFA Intertoto Cup im Jahre 2006. In der Spielzeit 2003/04 wurde er als bester Torhüter Belgiens ausgezeichnet. Nach Ende der Saison 2006/07 bekam Herpoel keinen neuen Vertrag bei Gent. Nach einiger Zeit ohne Verein schloss er sich im November 2007 dem RAEC Mons an. In seiner ersten Saison dort wurde der Abstieg als 16. nur knapp abgewendet. 2009 beendete er seine Karriere als Aktiver und war 2010 kurzzeitig Trainer seines ersten Ausbildungsvereins FC Havré.

### Nationalmannschaft
Herpoel gab sein Debüt am 3. August 2005 und lief bisher siebenmal für die belgische Fußballnationalmannschaft auf. Allerdings stand er schon bei der Fußball-Europameisterschaft 2000 und Fußball-Weltmeisterschaft 2002 im Kader der Belgier.

## Erfolge
- Belgiens Torhüter des Jahres: 2003/04
- UEFA Intertoto Cup mit KAA Gent: 2006